# Фаустін Біріндва
Фаустін Біріндва (1943 — 29 квітня 1999) — конголезький державний і політичний діяч, прем'єр-міністр Заїру з квітня 1993 до січня 1994 року.